# Борисов, Сергей Тихонович
Сергей Тихонович Борисов (15 января 1935, Шляховое, Харьковская область — 19 июня 2009, Павло-Фёдоровка, Приморский край) — советский работник сельского хозяйства, Герой Социалистического Труда.

## Биография
Родился в Кегичевском районе Харьковской области в селе Пар-Шляхово 15 января 1935 года. Через четыре года по переселению вместе с семьей переехал в Приморье в село Павло-Фёдоровка. Там в 1953 году окончил курсы трактористов и стал работать трактористом в колхозе «Путь к коммунизму». С августа 1954 года по октябрь 1957 года проходил службу в Советской Армии, где окончил авиашколу и получил специальность авиатехника. Службу проходил в том числе в Китае. После вернулся в Павло-Фёдоровку и стал работать трактористом, осваивая и усовершенствуя новую технику и новые технологии.
Член КПСС с 1966 года. Был также руководителем районной школы передового опыта.
Умер 19 июня 2009 года.

## Семья
Жена — Борисова Галина Дмитриевна, фельдшер с. Павло-Фёдоровка. Трое детей: Борисов Николай Сергеевич, Борисов Сергей Сергеевич, Давыдова (Борисова) Татьяна Сергеевна. Семь внуков: Борисова Марина Сергеевна, Борисова Ольга Николаевна, Давыдов Дмитрий Михайлович, Давыдова Ксения Михайловна, Борисов Александр Сергеевич, Борисов Сергей Николаевич, Давыдова Софья Михайловна. Пятеро правнуков: Мирослава, Арина, Данил, Родион, Илья, Марианна.

## Награды
Медали «За трудовую доблесть» (1966 год), «За доблестный труд» (1970 год), два ордена Ленина (1972, 1973 гг.), золотая медаль «Серп и молот», серебряная и бронзовая медали ВДНХ. 30 декабря 2012 года получил звание почётного гражданина Кировского района.